# Disney Television Studios
Disney Television Studios é a divisão de entretenimento americana da Walt Disney Television, que pertence e é operada pela unidade de Conteúdo de Entretenimento Geral da The Walt Disney Company. Foi estabelecida em 2019 como a sucessora da Walt Disney Television original através da aquisição da 21st Century Fox pela Disney e inclui seus ativos atuais, como 20th Television e 20th Television Animation e a unidade recém-formada Walt Disney Television Alternative.

## História
Disney Television Studios foi estabelecido depois que a The Walt Disney Company concluiu a compra da 21st Century Fox em 20 de março de 2019.

## Ativos

### Atuais
- 20th Television
- 20th Television Animation
- Searchlight Television
- Walt Disney Television Alternative

### Antigos
- 20th Television (primeira encarnação) — fundida na Disney–ABC Domestic Television
- ABC Signature Studios (2013–20) — fundida com a ABC Studios para formar a ABC Signature
- ABC Studios (2007-20) - originalmente a ABC Signature#Touchstone Television|primeira encarnação da Touchstone Television (1985-2007)]], fundida com a ABC Signature Studios para formar a ABC Signature
- Touchstone Television (segunda encarnação) — originalmente Fox Television Studios (1997-2014), Fox 21 (2004-14) e Fox 21 Television Studios (2014-20), inseridos na 20th Television
- ABC Signature — fundida com a 20th Television em 2024.